# SIGLEC7
SIGLEC7 (Sialic acid-binding Ig-like lectin 7; Ig-подобный лектин 7, связывающий сиаловую кислоту; CD328) — белок, молекула клеточной адгезии. Взаимодействует с сиаловыми кислотами. Продукт гена человека SIGLEC7.

## Локализация
Преимущественно экспрессирован на покоящихся и активированных естественных киллерах и в меньшей степерни на моноцитах и гранулоцитах. Особенно высокая экспрессия обнаружена на клетках плаценте, печени, лёгких, селезёнки и лейкоцитах периферической крови.

## Функции
SIGLEC7 преимущественно связывается с альфа-2,3- и альфа-2,6-замещёнными сиаловыми кислотами. Связывается с дисиалоганглиозидами. В иммунном ответе может действовать как ингибирующий рецептор. Участвует в ингибировании цитотоксичности естественных киллеров. Может участвовать в гемотапоэзе.